# Impatiens goughii
Impatiens goughii är en balsaminväxtart som beskrevs av Robert Wight. Impatiens goughii ingår i släktet balsaminer, och familjen balsaminväxter. Inga underarter finns listade i Catalogue of Life.